# Еуген Гујић
Еуген Гујић је суспендовани католички жупник из Бусоваче. Он је познати развратник и алкохоличар који је ступио у усташке редове и постао усташки официр. 
У свом селу образовао је преки суд и јавно говорио: „Дошло је вријеме да покољемо све Србе до Дрине“. Са четворицом својих другова наоружаних бомбама и пушкама упао је у мају 1942. године у село Биљешево, испребијали су Србе и опљачкали. Те исте вечери са још двојицом усташа муслимана напали су кућу православног свештеника Миладина Минића. Пошто су га ужасно измрцварили, бацили су га са спрата зграде на улицу и најзад га је онако полумртвог, Гујић својеручно убио из револвера. У намери да убију Минићеву породицу бацили су бомбу у кућу, али она није експлодирала те су се тако укућани спасили.